# OpenWeatherMap
OpenWeatherMap ist ein kommerzieller Onlinedienst, der eine kostenpflichtige Programmierschnittstelle (API) für Wetterdaten, Wettervorhersagen sowie historische Wetterdaten für die Entwickler von Webanwendungen und mobilen Geräten bereitstellt. Ein kleiner Teil der verfügbaren Daten kann nach Anmeldung kostenlos abgerufen werden.
OpenWeatherMap verwendet OpenStreetMap zur Darstellung von Wetterkarten.
OpenWeatherMap nutzt das Wort „Open“ aus Marketingzwecken und hat anders als der Name vermuten könnte keine Verbindung zu Open Source. OpenWeatherMap veröffentlicht seinen Quellcode also nicht und stellt auch keine Wetterdaten unter freier Lizenz zur Verfügung.

## Programmierschnittstelle
OpenWeatherMap stellt eine Programmierschnittstelle (API) für den Zugriff auf freie Wetterdaten, Wettervorhersagen, sowie Wetterkarten mit Informationen über Wolken, Windgeschwindigkeiten und Luftdruck zur Verfügung. Hierfür ist jedoch eine Registrierung notwendig. Darüber hinaus werden kostenpflichtige Service Level angeboten. Alle Wetterdaten können im JSON-, XML- oder HTML-Format bezogen werden.

### Aktuelle Wetterdaten
Aktuelle Wetterdaten können auf zwei Arten abgefragt werden: Durch Verwendung des Stadtnamens (200.000 Städte stehen zur Verfügung) oder durch die Verwendung geografischer Koordinaten. Die Daten werden im höchsten und teuersten Service Level minütlich aktualisiert und alle zwei Stunden für die kostenlose API.

### Wettervorhersagen
Die Wettervorhersagen können ebenfalls durch Angabe eines Stadtnamens oder durch die Angabe von geografischen Koordinaten abgefragt werden. Es stehen eine dreistündige sowie eine Tagesprognose zur Verfügung. Die dreistündige Vorhersage ist für die folgenden fünf Tage verfügbar, die Tagesprognose für die nächsten 14 Tage.

## Verbindung einer Wetterstation
Grundsätzlich ist es jedem Nutzer möglich, seine eigene Wetterstation mit dem Service zu verbinden. Die Anbindung einer Wetterstation erfolgt in drei Schritten:
1. Registrierung der Wetterstation
2. Verbindung mit der API[1]
3. Daten sollten auf der persönlichen Seite OpenWeatherMap.org/my überprüft werden.